# Fabryka Towarzystwa Białostockiej Manufaktury „E.Becker i s-ka”
Fabryka Towarzystwa Białostockiej Manufaktury „Manufaktury Eugeniusz Becker i s-ka” – była fabryka jedwabnych pluszów znajdująca się przy ulicy Świętojańskiej w Białymstoku.

## Historia
Fabryka została wybudowana przez Eugeniusza Beckera w latach 1895–1911. Na początku XX w. najnowocześniejszy zakład w Białymstoku. W skład kompleksu wchodził również budynek Zarządu, wybudowany w latach 1902–1905 w stylu neorenesansu francuskiego z rotundą w narożniku.
Podczas okupacji sowieckiej mieściła się tu Państwowa Fabryka Pluszu BSSR, później niemiecka Pluschfabrik Werk Nr. 31. W 1944 r. Niemcy wysadzili w powietrze większość zabudowań fabryki, ocalał jedynie pałacyk zarządu i budynek magazynu wyrobów gotowych Merkury.
Do 2 stycznia 2007 budynek i przyległe tereny zajmowane były przez Fabrykę Wyrobów Runowych Biruna.
Dwa obiekty dawnego kompleksu budynków znalazły się w wojewódzkim rejestrze zabytków: pałacyk Zarządu Towarzystwa oraz magazyn Merkury.
Na terenie dawnej fabryki pluszów jedwabnych powstało Centrum Handlowe Alfa.
Fabryka Wyrobów Runowych Biruna została przeniesiona do Wasilkowa.